# V7 (coalición)
V7 fue una alianza política en Surinam formada para las elecciones de 2015.

## Historia
V7 se formó en enero de 2015 para participar en las elecciones de ese año, y se estableció como una alianza de siete partidos: el Partido de la Reforma Progresista, el Partido Nacional de Surinam, el Partido Laborista de Surinam, la Alternativa Democrática 91 (todos los cuales habían sido miembros de la alianza Frente Nuevo para las elecciones de 2010), Pertjajah Luhur, el Partido por la Unidad Nacional y la Solidaridad y la Hermandad y Unidad en la Política. Sin embargo, poco antes de las elecciones, el Partido por la Unidad Nacional y la Solidaridad se unió a la A-Combinación.
La alianza nominó a Chan Santokhi como su candidato presidencial. En las elecciones recibió el 37% de los votos, ganando 18 de los 51 escaños en la Asamblea Nacional de Surinam. Sin embargo, el Partido Nacional Democrático de Desi Bouterse obtuvo la mayoría de los escaños.
El 25 de junio de 2015, V7 colapsó después de que varios políticos se separaran de Pertjajah Luhur, y la Hermandad y Unidad en Política abandonara la alianza.